# Повіт Сораті
Пові́т Сора́ті (яп. 空知郡, そらちぐん, МФА: [sorat͡ɕi guɴ]) — повіт в Японії, в округах Сораті й Камікава префектури Хоккайдо. 